# Ceratomyxa drepanopsettae
Ceratomyxa drepanopsettae is een microscopische parasiet uit de familie Ceratomyxidae. Ceratomyxa drepanopsettae werd in 1908 beschreven door Averintzev. 